# 文惠皇后
文惠皇后王氏（？—891），後梁烈祖朱誠妻。
王氏嫁與朱誠后生朱全昱、朱存、朱溫三個兒子。朱家貧寒，王氏在本村的地主劉崇家做長工。朱溫封侯之後，她隨子貴封為晉國太夫人。大顺二年秋，后疾，卜者曰：“宜还故乡。”乃归。卒于午沟。
开平元年（907年）七月，朱温稱帝，此時王氏已死，朱溫追上母親諡號為文惠皇后。

## 延伸阅读
[在维基数据编辑]
 《舊五代史·卷11》，出自薛居正《舊五代史》
 《新五代史·卷13》，出自歐陽修《新五代史》